# Black Lives Matter

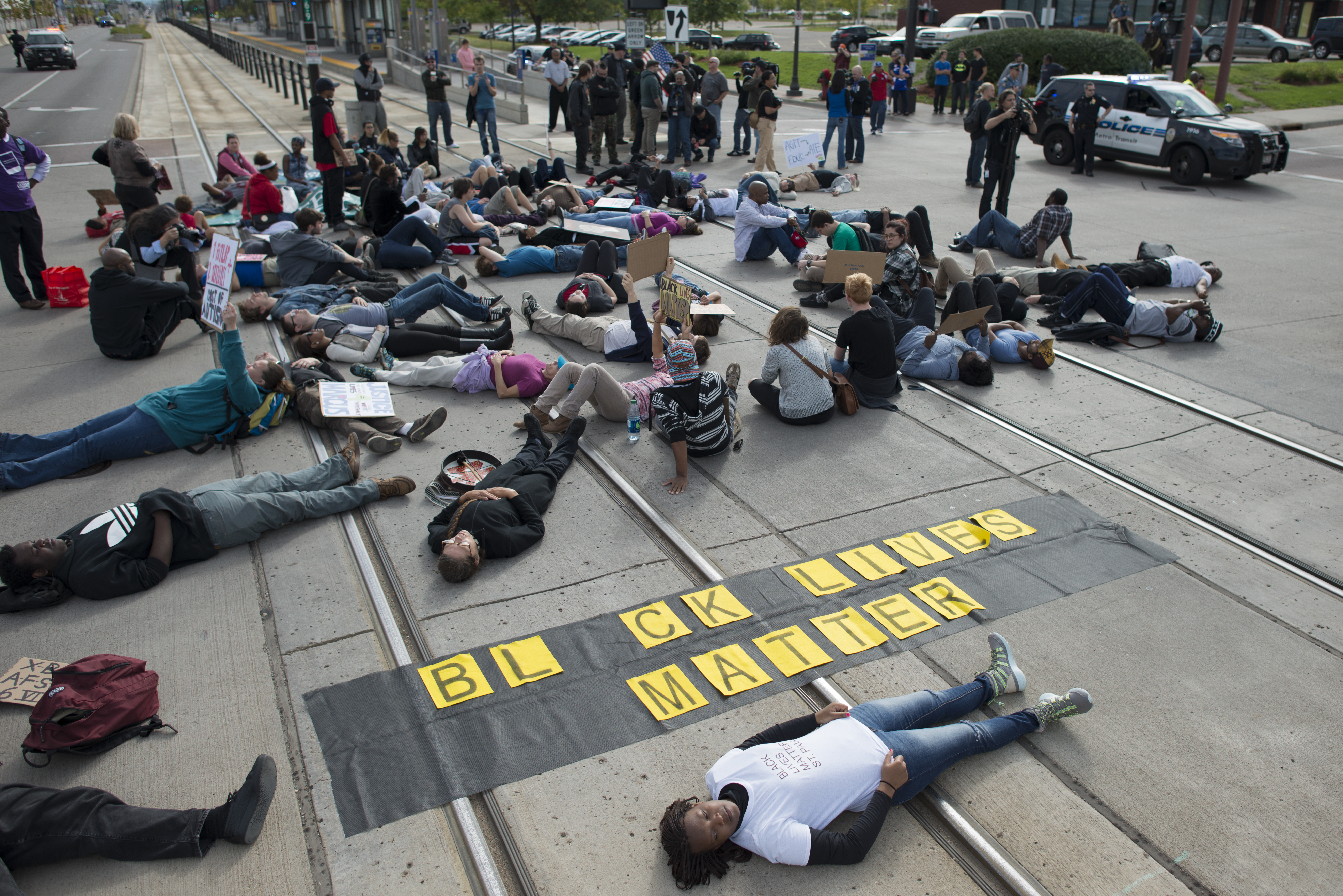
Black Lives Matter "morrem" em protesto contra a brutalidade policial em Saint Paul, Minnesota, 20 de setembro de 2015

Black Lives Matter (Vidas Negras Importam (português brasileiro) ou Vidas Negras Contam (português europeu)) é um movimento ativista internacional, com origem na comunidade afro-americana, que faz campanha contra a violência direcionada às pessoas negras. O BLM regularmente organiza protestos em torno da morte de negros causada por policiais, e questões mais amplas de discriminação racial, brutalidade policial, e a desigualdade racial no sistema de justiça criminal dos Estados Unidos.
Em 2013, o movimento começou, com o uso da hashtag #BlackLivesMatter em mídias sociais, após a absolvição de George Zimmerman na morte a tiros do adolescente afro-americano Trayvon Martin. O movimento tornou-se reconhecido nacionalmente por suas manifestações de rua após a morte, em 2014, de dois afro-americanos: Michael Brown, resultando em protestos e distúrbios em Ferguson, e Eric Garner na cidade de Nova York.
Desde os protestos de Ferguson, os participantes do movimento têm se manifestado contra a morte de numerosos outros afro-americanos por ações policiais ou enquanto sob custódia da polícia, incluindo: Tamir Rice, Eric Harris, Walter Scott, Jonathan Ferrell, Sandra Branda, Samuel DuBose, e Freddie Gray, o que levou a protestos e tumultos em Baltimore. No verão de 2015 (meio do ano), Black Lives Matter começou a questionar publicamente os políticos—incluindo os candidatos à eleição presidencial nos Estados Unidos de 2016—para declararem suas posições nas questões do BLM. O movimento no geral, entretanto, é uma rede descentralizada e não tem nenhuma hierarquia ou estrutura formal.
Em 2016 o movimento, que começou nos Estados Unidos, chegou a países como Brasil, África do Sul e Austrália, onde ativistas tomaram as ruas e as redes sociais em solidariedade às vítimas da violência policial. Eles adotaram o grito de guerra “Black Lives Matter” (Vidas Negras Importam) para amplificar suas lutas em seus próprios países e para apontar o que consideram uma abordagem hipócrita da imprensa e do governo.[carece de fontes?]
Em janeiro de 2021, o BLM foi indicado ao internacional Prêmio Nobel da Paz. A indicação foi feita pelo deputado noruegues Petter Eide.

## Fundação

### Movimentos anteriores
O BLM alega inspiração no movimento dos direitos civis, no movimento Black Power, no movimento feminista negro dos anos 80, no pan-africanismo, no movimento anti-apartheid, no hip hop, nos movimentos sociais LGBT e no Occupy Wall Street. Várias organizações de mídia se referiram ao BLM como "um novo movimento de direitos civis". Alguns dos manifestantes, no entanto, se distinguem ativamente da geração mais antiga de liderança negra, como Al Sharpton, por sua aversão às tradições da classe média, como envolvimento da igreja, lealdade ao Partido Democrata e política de respeitabilidade. O cientista político Frederick C. Harris argumentou que esse "modelo de liderança centrado no grupo" é distinto do modelo de liderança carismático mais antigo que caracterizou organizações de direitos civis como a Rainbow PUSH Coalition de Jesse Jackson e a National Action Network de Sharpton.

### Campanha online

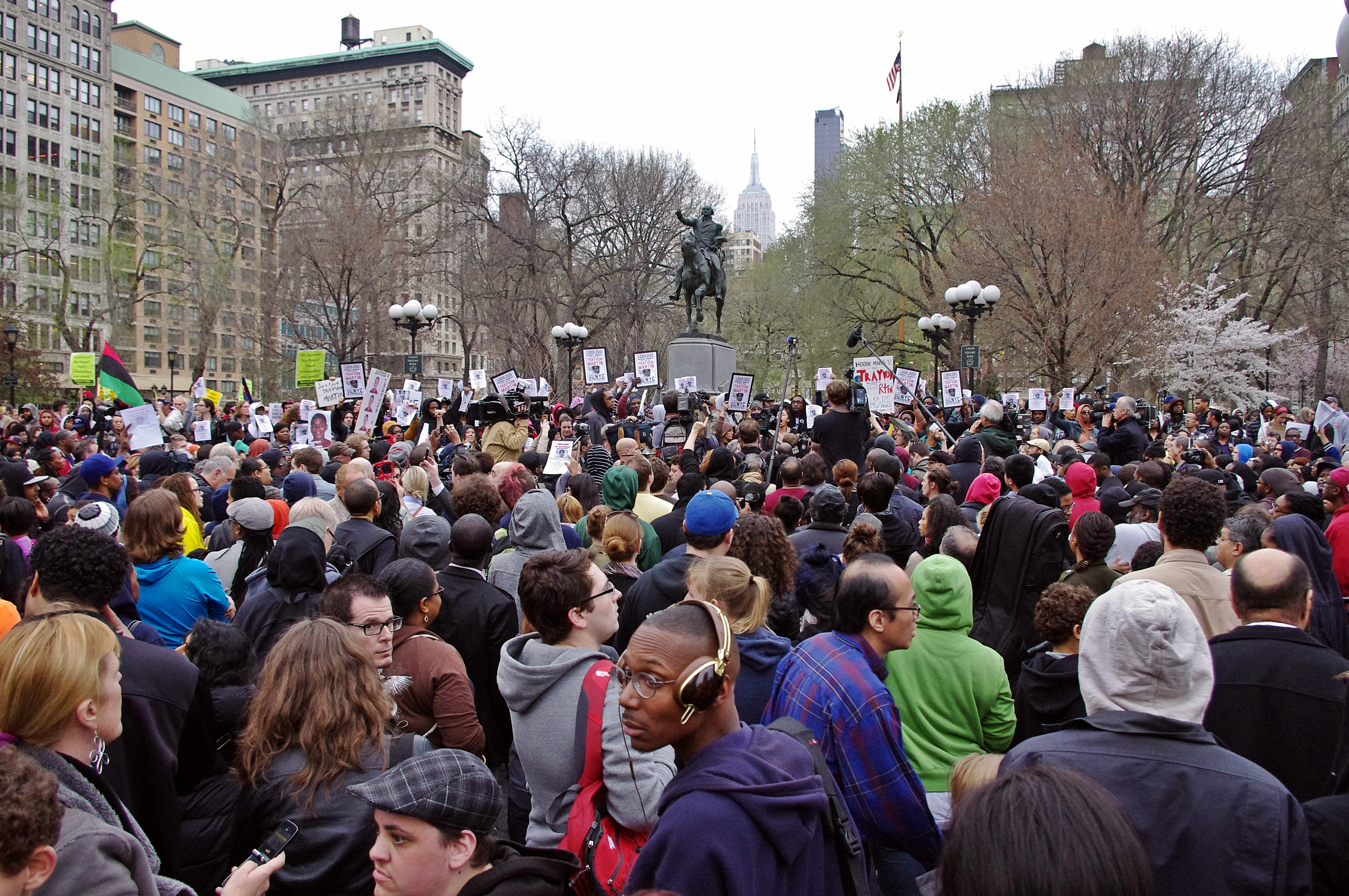
"Million Hoodie March" na Union Square, Manhattan, em 21 de março de 2012, protestando contra o assassinato de Trayvon Martin por George Zimmerman

No verão de 2013, após a absolvição de George Zimmerman pela morte de Trayvon Martin, o movimento começou com a hashtag #BlackLivesMatter. O movimento foi co-fundado por três organizadoras da comunidade negra: Alicia Garza, Patrisse Cullors e Opal Tometi. Garza, Cullors e Tometi se conheceram através da "Organização Negra para Liderança e Dignidade" (BOLD), uma organização nacional que treina organizadores comunitários. Elas começaram a questionar como iriam responder ao que viam como a desvalorização da vida negra após a absolvição de Zimmerman. Garza escreveu um post no Facebook intitulado "Um bilhete de amor para os negros", no qual dizia: "Nossa vida é importante, a vida é negra". Cullors respondeu: "#BlackLivesMatter". Tometi acrescentou seu apoio e Black Lives Matter nasceu como uma campanha online.

### Ativismo de Ferguson

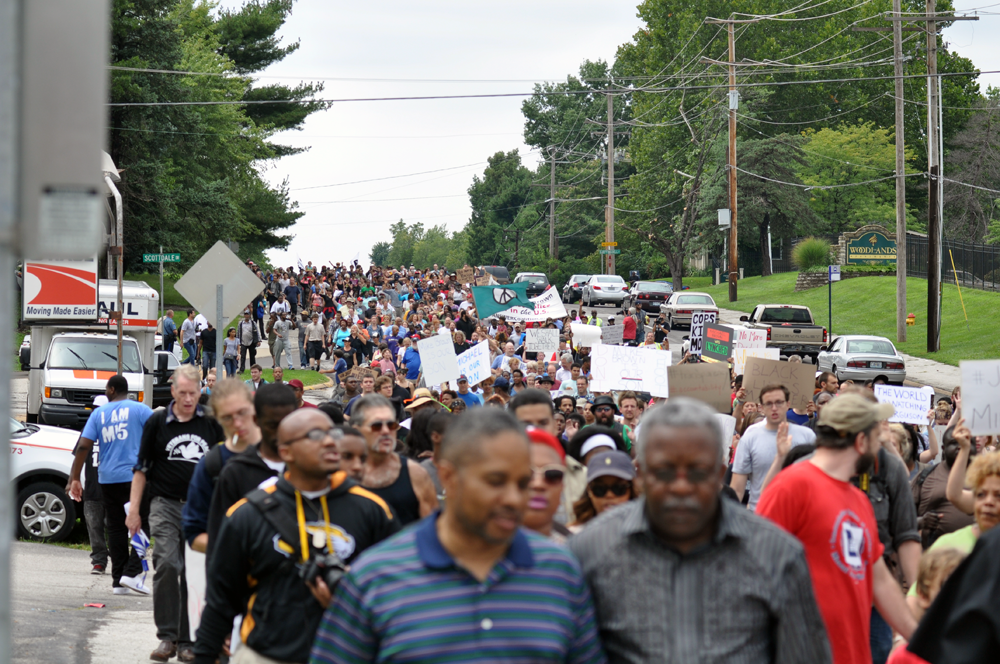
Protestos em Ferguson, Missouri, 17 de agosto de 2014

Em agosto de 2014, os membros do BLM organizaram seu primeiro protesto nacional sob a forma de um "passeio pela liberdade da questão das vidas negras" para Ferguson, Missouri, após as filmagens de Michael Brown. Mais de quinhentos membros desceram sobre Ferguson para participar de manifestações não violentas. Dos muitos grupos que desceram a Ferguson, o Black Lives Matter emergiu de Ferguson como um dos grupos mais bem organizados e mais visíveis, tornando-se reconhecido nacionalmente como simbólico do movimento emergente.
As atividades nas ruas de Ferguson chamaram a atenção de vários palestinos que twittaram conselhos sobre como lidar com gás lacrimogêneo. Essa conexão ajudou a chamar a atenção dos ativistas negros para os laços entre as forças armadas israelenses e a polícia nos Estados Unidos, e mais tarde influenciou a seção de Israel da plataforma do Movimento por Vidas Negras, lançada em 2016.
Desde então, a Black Lives Matter organizou milhares de protestos e manifestações. Expandindo além dos protestos de rua, o BLM expandiu-se para o ativismo nos campi de faculdades americanas, como os protestos da Universidade do Missouri em 2015-16.

### Inclusão do movimento

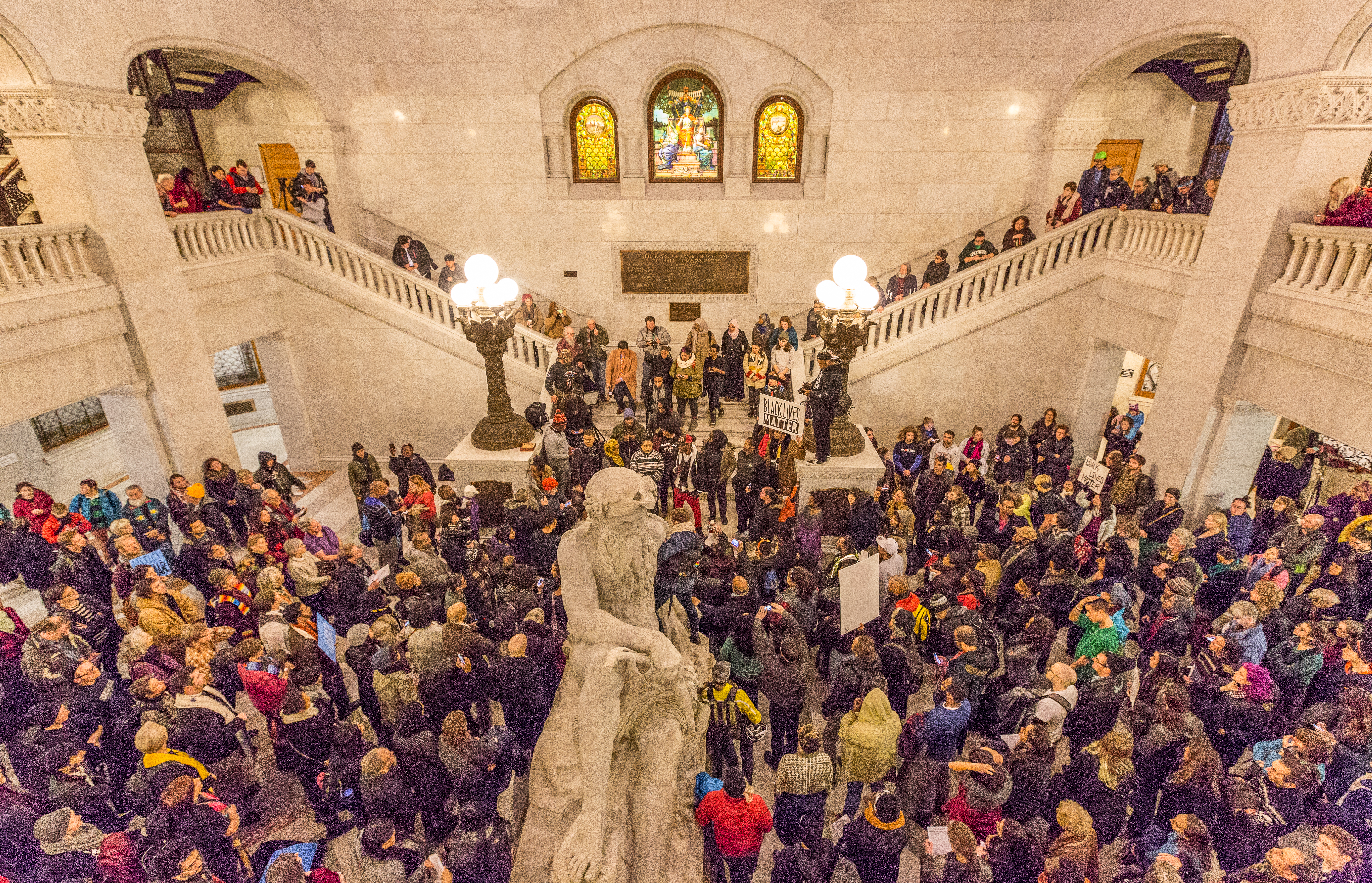
Os apoiadores e aliados do Black Lives Matter se reúnem na rotunda da prefeitura de Minneapolis em 3 de dezembro de 2015, após uma invasão matinal e despejo de manifestantes ocupando o espaço do lado de fora do 4º distrito do departamento de polícia de Minneapolis, após a morte de Jamar Clark pela polícia

O Black Lives Matter incorpora aqueles tradicionalmente à margem dos movimentos de liberdade dos negros. O site da organização, por exemplo, afirma que o Black Lives Matter é "uma contribuição única que vai além dos assassinatos extrajudiciais de negros por policiais e vigilantes" e, adotando a interseccionalidade, que o "Black Lives Matter afirma a vida dos negros queer e trans, pessoas com deficiência, negros sem documentos, pessoas com registros, mulheres e todas as negras vivem no espectro de gênero". Todos os três fundadores do movimento Black Lives Matter são mulheres, e Garza e Cullors se identificam como queer. Além disso, Elle Hearns, uma das organizadoras fundadoras da rede global, é uma mulher trans. Os fundadores acreditam que seus antecedentes prepararam o caminho para que o Black Lives Matter seja um movimento interseccional . Várias hashtags como #BlackWomenMatter, #BlackGirlsMatter, #BlackQueerLivesMatter e #BlackTransLivesMatter surgiram no site do BLM e nas redes de mídia social. Marcia Chatelain, professora associada de história da Universidade de Georgetown, elogiou o BLM por permitir que "mulheres jovens e queer desempenhem um papel central" no movimento.
Em 2020 conseguiram fazer com que uma pequena emenda fosse legalizada nos Estados Unidos, devido às imensas críticas e pressão do movimento ao governo americano.[carece de fontes?]